# 英領西インド諸島

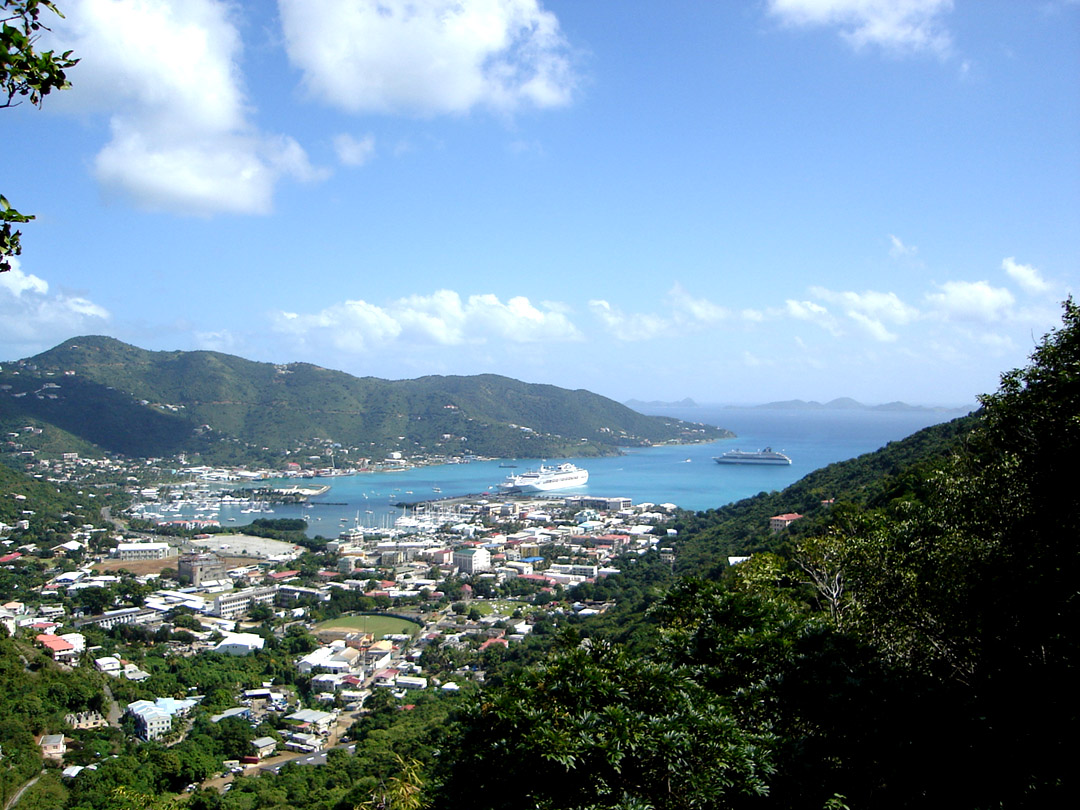
トルトラ島、ロードタウン

英領西インド諸島は、大英帝国の一部分であった西インド諸島のこと。この単語は時に西インド諸島ではないカリブ周辺の英領ホンジュラスや英領ギアナにも使われた。
1912年には、英領西インド諸島はバハマ、バルバドス、英領ギアナ、英領ホンジュラス、ジャマイカ、トリニダード・トバゴ、ウィンドワード諸島、リーワード諸島の8つの植民地に分割された。なお、トリニダード・トバゴにはタークス・カイコス諸島とケイマン諸島も含まれていた。
1958年から1962年の間に英領ヴァージン諸島、バハマ、英領ホンジュラス、英領ギアナを除く全ての諸島は西インド連邦に組み込まれた。英国は連邦が一つの国家として独立することを望んでいたが、権限が限定され、実践的な問題があり、住民支持も欠如していた。このため、西インド連邦は崩壊し、主要8植民地を含め多くの領域が現在では一個の国家として独立している。これらの国家は米州機構、カリブ諸国連合、世界貿易機関、国際連合、カリブ共同体、イギリス連邦、カリブ開発銀行などの国際組織の一員となっている。英国に残った国々はイギリス海外領となっている。英領西インド諸島に属していた国家はドミニカ国、ガイアナ、トリニダード・トバゴを除いて全てがイギリス連邦に属している。

## 領域
過去に英領西インド諸島とされたのは以下の地域である。
- アンギラ (英国海外領)
- アンティグア・バーブーダ (1981年独立)
- バハマ (1973年独立)
- バルバドス (1966年独立)
- ベリーズ (旧英領ホンジュラス、1981年独立)
- バミューダ諸島 (英国海外領)
- イギリス領ヴァージン諸島 (英国海外領)
- ケイマン諸島 (英国海外領)
- ドミニカ国 (1978年独立)
- グレナダ (1974年独立)
- ガイアナ (旧英領ギアナ、1966年独立)
- ジャマイカ (1962年独立)
- モントセラト (英国海外領)
- セントクリストファー・ネイビス (1983年独立)
- セントルシア (1979年独立)
- セントビンセント・グレナディーン (1979年独立)
- トリニダード・トバゴ (1962年独立)
- タークス・カイコス諸島 (英国海外領)

## 歴史

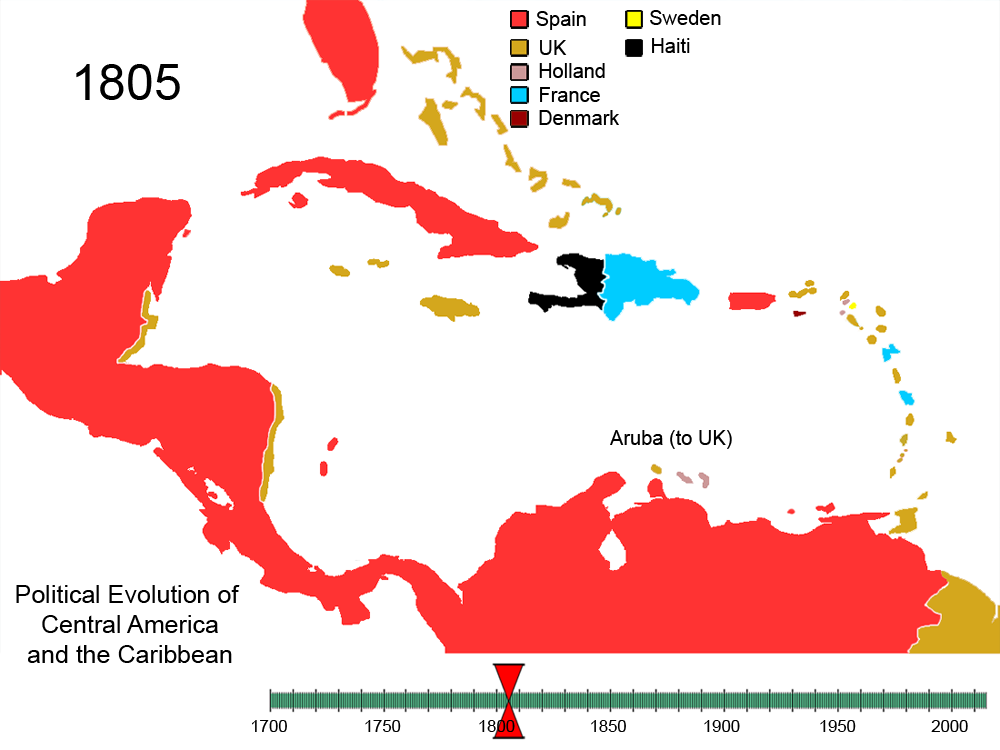
1805年の西インド諸島

### リーワード諸島
ウィリアム・スタプレトン（William Stapleton）は1674年に英国領西インド諸島に最初の連合政府を設立した。スタプレトンはセントクリストファー島でリーワード諸島総会を立ち上げた。このときスタプレトンは総督で、連合は1674年と1685年に活動し、総会は1711年まで定期的に開かれた。18世紀からはこれらの島々はそれぞれの議会を保持し、それぞれの法を作ったが、続けられた統一的な政府と総督の共有は続けられた。不評であったにもかかわらず、スタプレトンの作った連合は崩壊せず、単に他の協定に置き換えられた。1816年と1833年、リーワード諸島はそれぞれが総督を持つセントクリストファー・ネイビス・アンギラとアンティグア・バーブーダ・モントセラトの二つの集団に分かれた。1833年には全てのリーワード諸島は統一され、ドミニカ国がこのグループに加えられた。この枠組みは1940年まで続いた。
1869年、総督であったベンジャミン・パイン（en:Benjamin Pine）はアンティグア・バーブーダ、ドミニカ国、モントセラト、ネイビス、セントクリストファー、アンギラ、英領ヴァージン諸島の連合を組織する任務に当てられた。しかしセントクリストファー・ネイビスは破綻しているアンティグアやモントセラトとの政府基金の共有に反対した。パインは植民地省に、この計画が失敗した理由について「現地の偏見と利己心」であると語っている。このため、唯一の成果はリーワード諸島に単一政府を与えたことであった。しかし、すべての法と条例はそれぞれの島の議会で承認を受けなければならなかった。
1871年、英国政府はすべての島を一人の総督、一つの法の下にするリーワード諸島法を通過させた。それぞれの島はそれぞれの行政官、長官の下の「Presidency」と呼ばれた。以前のグループ分け同様にこの連合は不人気であったが、西インド連邦となる1956年まで崩壊しなかった。この合同植民地は以前の試みの下に組織されたすべての島から構成された

### ウィンドワード諸島
1833年、ウィンドワード諸島はウィンドワード諸島植民地と呼ばれる公式な連合になった。1838年、以前は直轄植民地だった1802年獲得のトリニダード島と1814年獲得のセントルシアがウィンドワード諸島植民地に追加されたが、それら自身の議会は与えられなかった。1840年、トリニダードはこの植民地ではなくなった。ウィンドワード諸島植民地は独自性と古い習慣の維持が望まれたためバルバドスと同じく人気がなく、また、1815年まではフランスの侵攻に対抗するために関係は必要とされていたが、その後、他のウィンドワード植民地の島々はバルバドスとの関係が面白くなかった。このため、それぞれの島は近しい連合と使用とする英国の試みに抵抗した。バルバドスは特に独自の議会を保つために戦った。この後、バルバドスは独自の殖民政府を確立した。
1885年から1958年、ウィンドワード諸島植民地はグレナダ、グレナディーン諸島、セントビンセント、セントルシアから構成された。トバゴは1889年にトリニダード島とともにウィンドワード植民地から離脱し、トリニダード・トバゴ連合として殖民政府を形成した。ドミニカ国は1940年にリーワード諸島植民地からウィンドワード諸島植民地に追加され、そのまま1958年まで残った。1885年以降、ウィンドワード諸島植民地はグレナダにいる総督の下にあり、それぞれの島々には以前のように副総督とそれぞれの議会が存在した。リーワード諸島のような植民地連合の試みはことごとく抵抗された。ウィンドワード諸島植民地は1958年に解散となり、それぞれ個々の島々として西インド諸島の新しい連合に属するかどうかを選択した。

### ジャマイカと英領ホンジュラス
カリブの植民地を維持するために、英領ギアナとバハマを除いて歴史的、地理的な利便性からジャマイカの下に集まっていた。英領ホンジュラスは敵国であるスペイン植民地に囲まれており、ジャマイカ陸軍やジャマイカ海軍の防衛の供給が必要とされた。英領ホンジュラスは設置が遅れ、加えて、英国から直接訪れる入植者や植民地で生まれているなど、英国人による人口部分の拡大もジャマイカに遅れ、17世紀後期から18世紀最初になった。このため1742年英領ホンジュラスはジャマイカ総督府の管轄下となっていた。1749年、ジャマイカ政府は英領ホンジュラスの行政官を任命した。1962年、英領ホンジュラスは王国直轄植民地となり、ジャマイカ政府とジャマイカ副総督の下に置かれた。1884年、最終的にジャマイカと結びついていた行政権はすべて停止された。

### 西インド連邦
西インド連邦は1958年1月3日から1962年5月31日まで存在した連邦。この連邦にはイギリス海外領土も含まれていた。連邦の表した意図は英国からの独立にオーストラリア連邦やカナダ連邦のような単一状態的な政治的単位を作ることであった。しかしながら、そうなる前に連邦は国内の政治紛争から崩壊した。

## スポーツ
クリケットが、伝統的スポーツであった。サッカーやバスケットボールなどの他の種目は1990年代以降クリケットの優位性に挑戦している。

### クリケット
クリケットは英領西インド諸島における伝統的なスポーツである。上記のような多くの国と領域で西インド諸島クリケットチームや「Windies」と呼ばれる合同クリケットチームを結成し、テストクリケットでも世界の10指に入る精鋭国際チームである。英領西インド諸島はODIクリケットの2007年クリケットワールドカップのホスト国であり、2010年のトゥエンティ20ワールドカップのホスト国でもある。

## その他

### 偽造書類
英領ヴァージン諸島や英領西インド諸島では混乱を利用して英領西インド諸島で発行されたと主張する、多くの偽造書や詐称が様々な関係者から売られていた。英領西インド諸島は国ではなく、政府当局者は公的に「英領西インド諸島」を使っておらず、すべてのこれらの「政府」によって発行された偽造書類は無効である。
英領西インド諸島の国民は英国海外領土市民、英国海外市民のどちらかとして考えられ、本人の出身の英国領の名前を明示した英国のパスポートを獲得できる。

### 関連国籍法
英国政府による法令でこの地域における被治者国籍法には以下のようなものが存在した。

#### イギリス国籍法
- 1905年外国人法
- 1914年外国人制限法
- 1914年英国の国籍と外国人身分法
- 1920年外国人命令
- 1948年英国国籍法-- 「英国および植民地の市民」と呼ばれる国籍が設置された
- 1962年コモンウェルズ移民法
- 1968年コモンウェルズ移民法
- 1971年移民法
- 1981年英国国籍法-- 「英国属領市民」と呼ばれる国籍が設置された
- 2002年英国海外領土法-- 「英国海外領土市民」と呼ばれる国籍が設置された

多くの時代で英国の海外領土で生まれた英国人は英国本土では「無国籍者」として扱われる。